# Вашингтон (Пенсильвания)
Вашингтон (англ. Washington) — город в округе Вашингтон, Пенсильвания, Соединённые Штаты Америки. Входит в агломерацию Питсбурга. Согласно данным переписи, численность населения в 2000 г. составила 15 268 человек. Город является административным центром округа Вашингтон и расположен в юго-западной части штата.

## География
Вашингтон расположен на 40°10′30″ с. ш. 80°15′02″ з. д.
По данным Бюро переписи США площадь, занимаемая городом, составляет 7,6 км², водоёмов нет.

## Демография
По данным переписи, в 2000 году в городе постоянно находилось 15 268 человек, 6 259 домашних хозяйств  и 3 486 семьи. Плотность населения составляла 2 005,1 чел/км² (5 199,2 чел/миля²). Насчитывалось 7 111 строительных объектов при средней плотности 933,9 шт/км² (2 421,5 шт/миля²). Расовый состав города:
- 81,88 % белые;
- 14,60 % афроамериканцы;
- 0,15 % коренные американцы;
- 0,45 % азиаты;
- 0,02 % уроженцы тихоокеанских островов;
- 0,61 % представители других рас;
- 2,29 % смешаны две и более расы;
- 0,94 % латиноамериканцы любой расы.